# Herslev (Dania Południowa)
Herslev – miasto w Danii, w regionie Dania Południowa, w gminie Fredericia.